# Maison de la noblesse de Finlande

Maison de la noblesse de Finlande (finnois : Suomen Ritarihuone) fait référence soit à l'institution de la noblesse finlandaise soit au bâtiment construit dans le quartier Kruununhaka à Helsinki en Finlande.

## Architecture

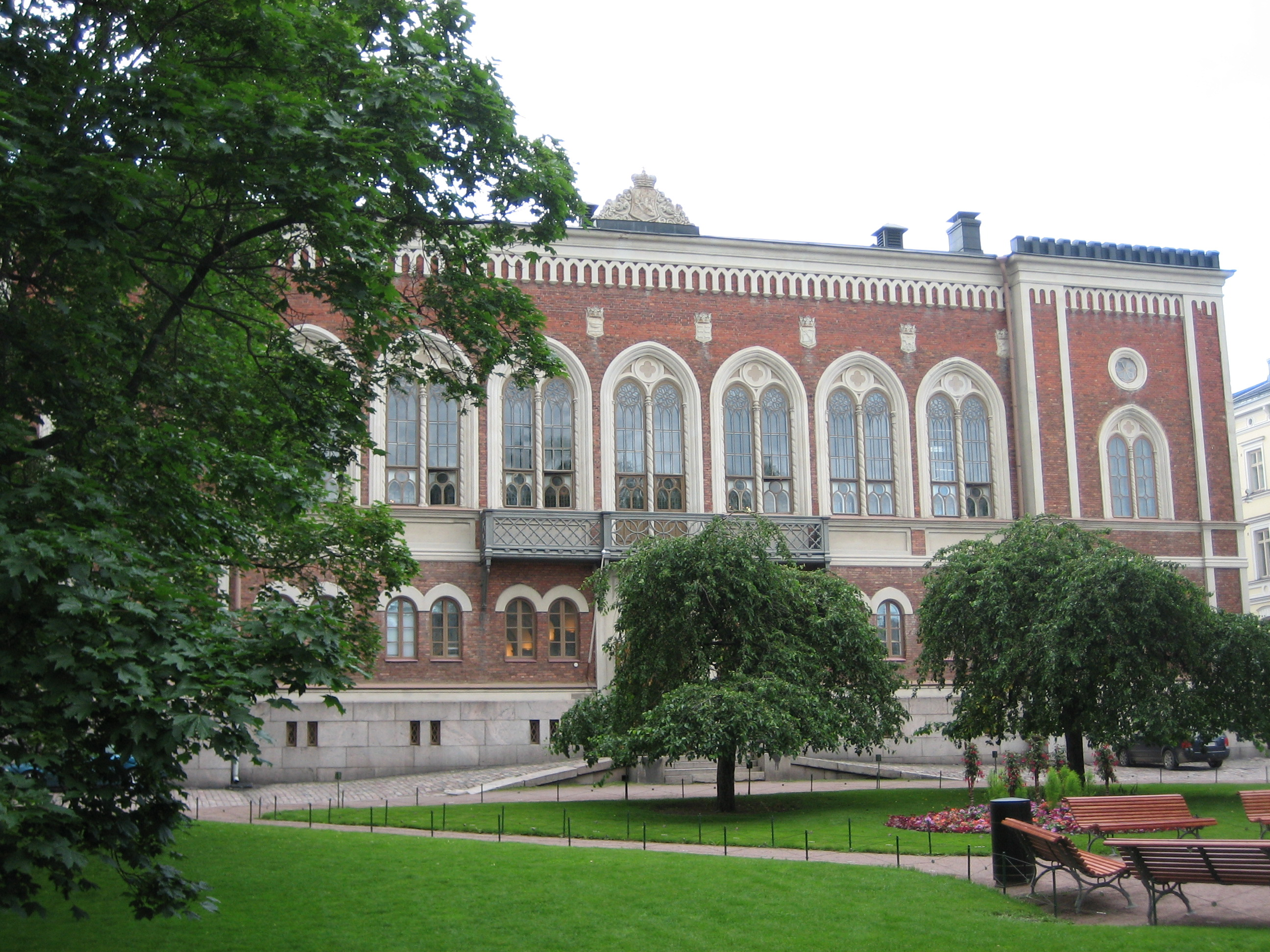
La Maison de la noblesse de Finlande.

Le bâtiment de style néogothique, conçu par Georg Theodor von Chiewitz est construit en 1862 pour la noblesse finlandaise.
Le terrain devait accueillir la maison des successions mais la noblesse finit par obtenir le terrain,,, 
De nos jours l'édifice accueille une bibliothèque et des archives.

## Histoire
De 1863 à 1906, le bâtiment sert de lieu de réunion pour les représentants de la noblesse à la Diète de Finlande.
Par manque de place, tous les représentants des autres États s'y réuniront pour les diète de 1863–1864 (fi) et de diète de 1867 (fi), les représentants du clergé et de la bourgeoisie pendant la diète de 1872 (fi) et ceux du clergé pendant la diète de 1877-1878 (fi).
L'édifice est considéré comme le plus important représentant de l’architecture néogothique de Finlande.